# Vijayawada
Vijayawada (Telugu: విజయవాడ = „Siegesstadt“; auch Bezawada genannt) ist eine Millionenstadt im südostindischen Bundesstaat Andhra Pradesh. Sie ist die drittgrößte Stadt Andhra Pradeshs und Sitz des römisch-katholischen Bistums Vijayawada. 

## Lage und Klima
Vijayawada liegt etwa 100 km (Luftlinie) vom Golf von Bengalen entfernt auf dem Nordufer des Flusses Krishna in einer Höhe von ca. 11 m. Die Millionenstadt Hyderabad ist etwa 275 km (Fahrtstrecke) in nordwestlicher Richtung entfernt; bis nach Chennai (ehemals Madras), der größten Stadt Südindiens, sind es gut 450 km in südlicher Richtung. Das Klima ist heiß und feucht mit Tagestemperaturen von 30 °C bis 45 °C.; Regen (ca. 975 mm/Jahr) fällt hauptsächlich in den sommerlichen Monsunmonaten.

## Bevölkerung
Ca. 85 % der Einwohner sind Hindus und nur etwa 9 % sind Moslems; Christen haben einen Anteil von ungefähr 3,5 %. Die übrigen Religionen wie Sikhs, Buddhisten und Jains bilden nur zahlenmäßig kleine Minderheiten. Männer- und Frauenanteil sind in etwa gleich hoch.

## Wirtschaft
Die gesamte Uferregion des Krishna hat fruchtbare Böden; Hauptanbauprodukte sind Zuckerrohr, Reis und Mangobäume. Vijayawada ist bekannt für seine Automobil-, Eisen- und Textilindustrie. Die Stadt hat einen Bahnhof und einen internationalen Flughafen.

## Geschichte
Die überlieferten Legenden reichen bis in epische Zeiten zurück; Göttin Durga soll hier einen Dämon getötet haben. Die Geschichte der Stadt reicht weit zurück, denn bereits im 5. oder 6. Jahrhundert entstanden möglicherweise die Akkanna-Madanna-Felsentempel und die von Mogulrajapuram, die den damals regierenden Vishnukundin-Herrschern zugeschrieben werden, wenngleich auch die südindischen Pallava-Herrscher zeitweise ihre Fühler bis in die Gegend ausstreckten. Von ca. 630 bis 643 bereiste der buddhistische chinesische Mönch Xuanzang große Teile des Nordens und Ostens Indiens und kam auch in die Region von Vijayawada. Vom 7./8. Jahrhundert an geriet die Gegend für annähernd 400 Jahre unter die Kontrolle der östlichen Chalukya, die der Stadt den Namen Vengi gaben. Später kam sie zum Vijayanagar-Reich und im 18. Jahrhundert zum British Empire.
Nachdem durch die Abtrennung des Bundesstaats Telanganas von Andhra Pradesh im Jahr 2014 die alte Hauptstadt Hyderabad verloren gegangen war, sollte mittelfristig Vijayawada diese Funktion übernehmen. Im Jahr 2015 wurde allerdings das etwa 20 km westlich gelegene Amaravati zur Hauptstadt ernannt und soll nun stattdessen ausgebaut werden.

## Sehenswürdigkeiten

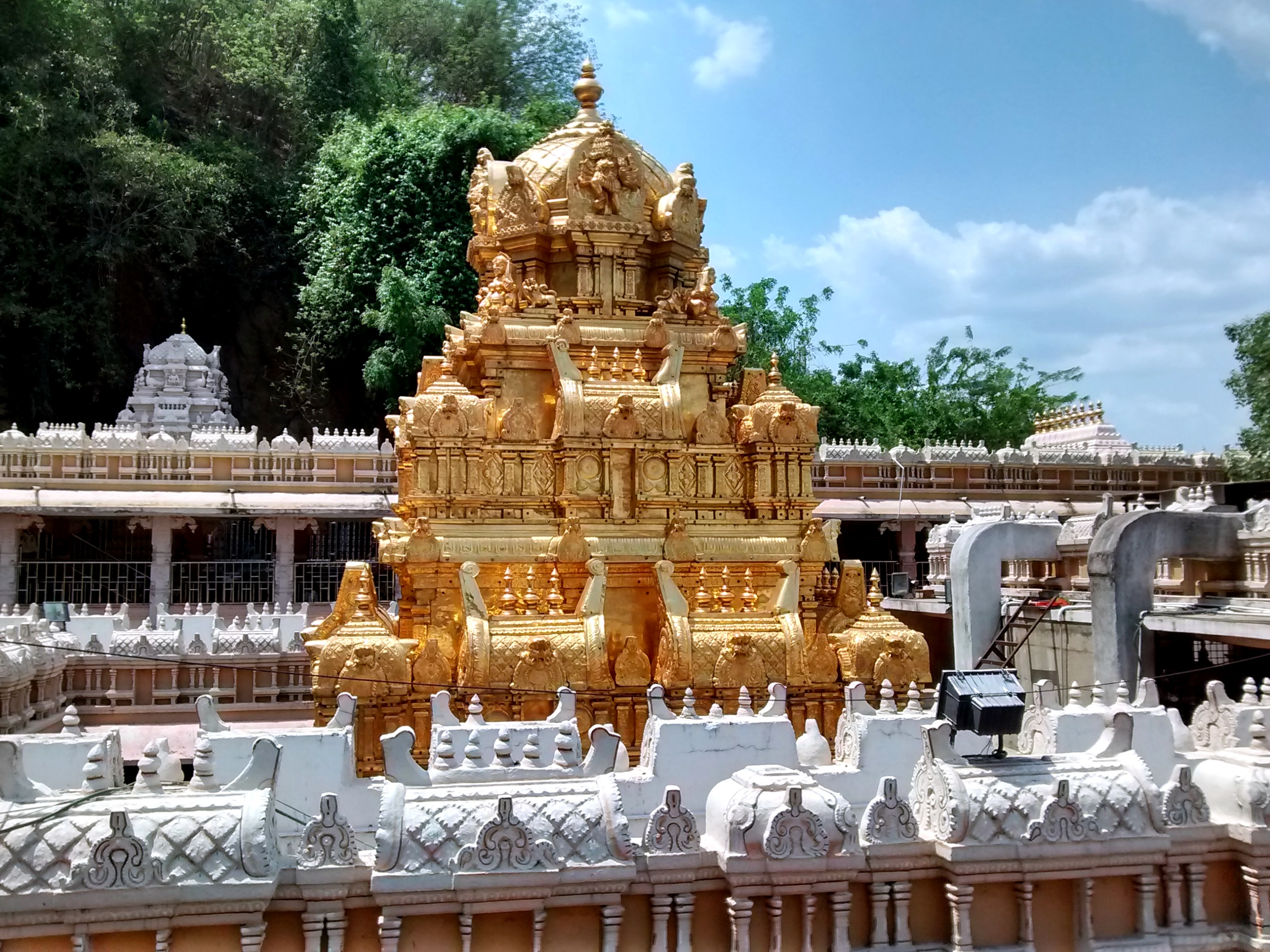
Kanaka-Durga-Tempel

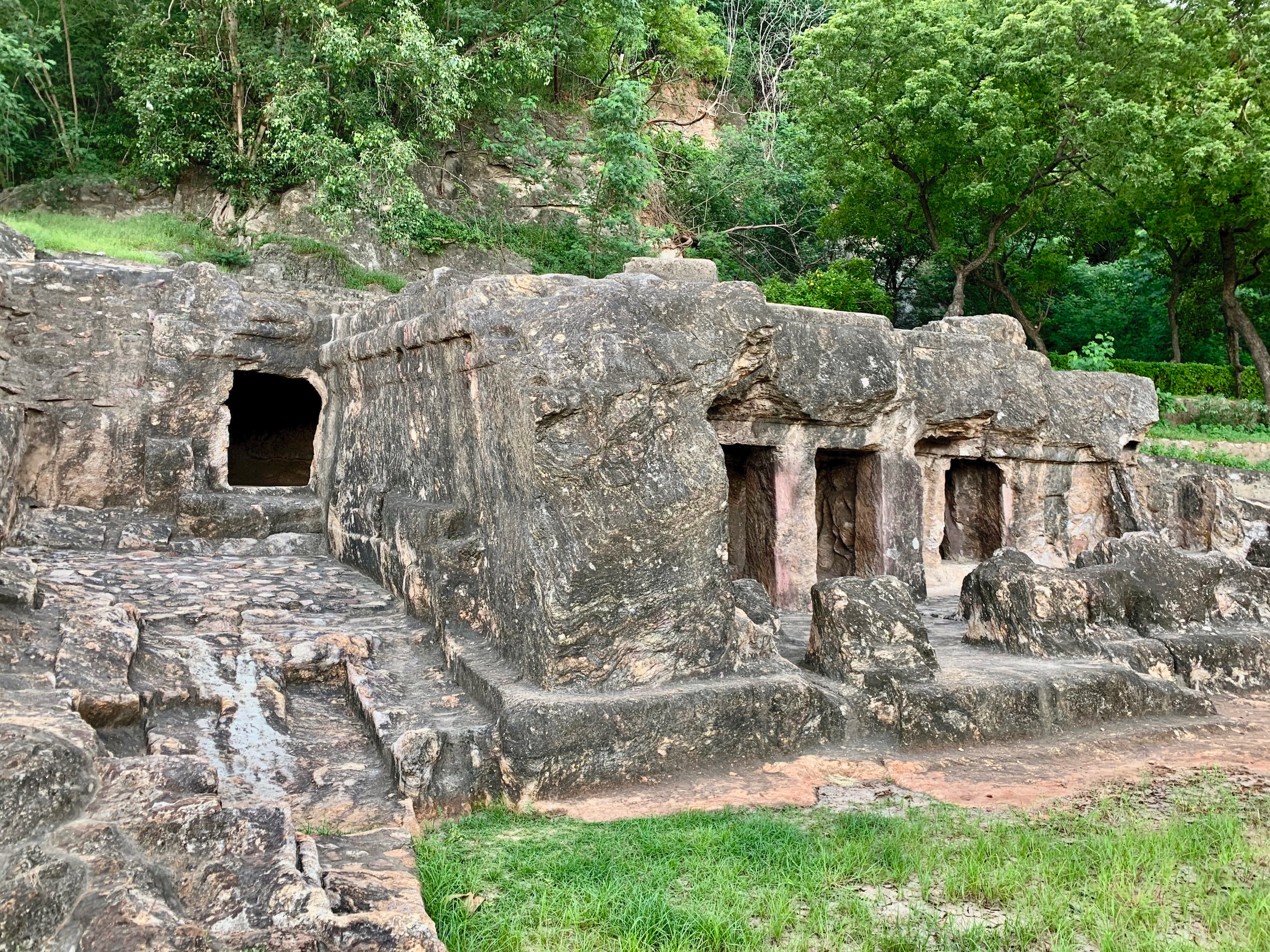
Akkanna-Madanna-Felsentempel

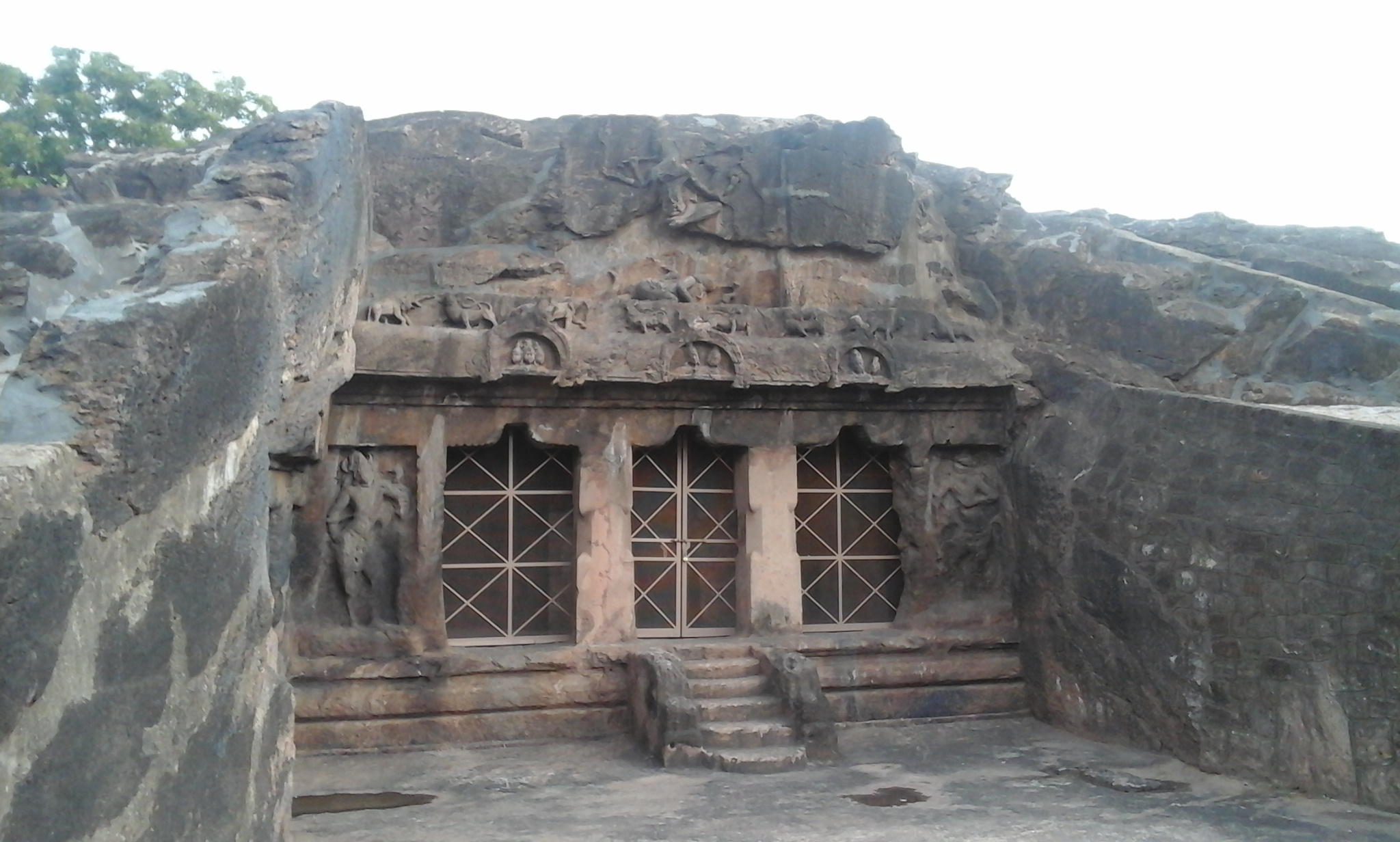
Mugalrajapuram-Felsentempel

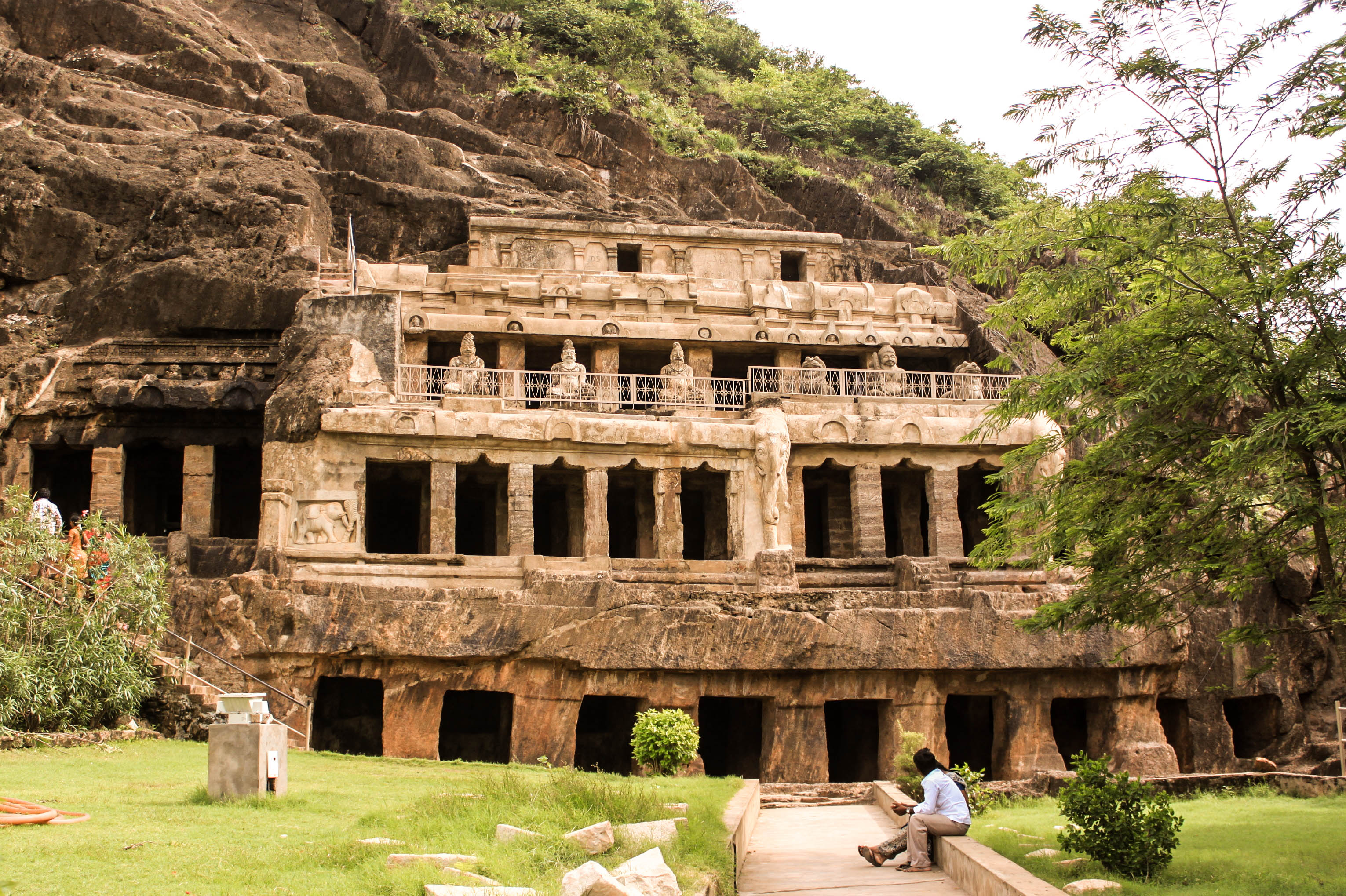
Undavalli-Felsentempel

- Der Kanaka-Durga-Tempel wurde angeblich von Arjuna für die Göttin Durga erbaut, nachdem er das Pasupataastram von Shiva bekommen hat. In den Veden wird erzählt, dass die Tempelgottheit selbst-manifestiert (swayambhu) und dadurch sehr stark ist. Dadurch und durch die häufige Erwähnung des Tempels in religiösen Texten (z. B. Bhagavad Gita) ist er ein beliebtes Wallfahrtsziel. Der Tempel liegt auf einem nahegelegenen Hügel, von dem aus man die Stadt überblicken kann. Während des Dasahra-Festes kommen die Gläubigen nach einem rituellen Bad im Fluss Krishna zum Tempel, um hier ihre Verehrung der Gottheit durch eine meist von den Brahmanen unterstützte Opferzeremonie (puja) kundzutun.
- Nahebei befinden sich die beiden Akkanna-Madanna-Felsentempel mit ihren sehr einfach ausgeführten Portalzonen.
- Aus dem 5./6. oder 7./8. Jahrhundert sollen die nahe beim Stadtzentrum gelegenen und aus dem natürlich anstehenden Felsen herausgehauenen Mogulrajapuram-Tempel stammen.[4]
- Im Jahr 1925 legte Bruder Arlati Pime, Rektor des St.-Josephs-Waisenhaus, einen Trampelpfad auf einen nahegelegenen Hügel an und stellte dort eine Marienstatue in eine Nische, die bald darauf Gläubige anzog. Nach zahlreichen Erweiterungen wurde im Jahr 1971 die St. Mary's Church erbaut und eingeweiht. Einmal jährlich findet ein großes Fest zu Ehren der Gottesmutter statt.
- Die Besant Street ist ein Geschäftsviertel mit vielen Theatern und Kinos.
- Der in den 1850er Jahren von den Briten erbaute Prakasam Staudamm staut den Krishna-Fluss zu einem kleinen See. Eine Autostraße führt hinüber zur anderen Seite.
- Der Rajiv Gandhi Park ist eine städtische Parkanlage mit einem kleinen Zoo.
- Vom Gandhi Hill aus bietet sich ein großartiges Panorama der von Bergen gerahmten Flusslandschaft.
- Das Victoria Museum wurde im Jahr 1887 zu Ehren der britischen Königin erbaut. Es zeigt zahlreiche archäologische Funde aus der Umgebung, aber auch historische Waffen und Gemälde.
- Die im Fluss Krishna liegende und nur mit einer Fähre zu erreichende Bhavani Insel ist ein beliebtes Ausflugsziel.
- Die strahlend weiße Hazarat-Bal-Moschee ist ein moderner, aber in den Traditionen persisch-indischer Kuppel-Moscheen errichteter Bau.
- Die weitgehend schmucklosen, inzwischen ruinierten und insgesamt archaisch wirkenden Akkanna-Madanna-Felsentempel wurden aus dem freiliegenden Granitgestein in den Flanken des Indrakeeladri Hill herausgehauen.
- Der Subramanya Swamy Tempel befindet sich auf dem Indrakeeladri Hill und wird von vielen gläubigen Hindus besucht.
- Der Sri Nagarala Sri Maha Lakshmi Ammavaru Tempel beeindruckt durch ein imposantes gopuram-Tor.

Umgebung
- Der imposante viergeschossige Undavalli-Höhlenkloster liegt ca. 10 km südwestlich des Stadtzentrums auf dem Südwestufer des Krishna-Flusses nahe der Strecke nach Amaravati.
- Im Umkreis der ca. 17 km südwestlich gelegenen Kleinstadt Mangalagiri befinden sich mehrere Hindutempel, darunter der Lakshmi Narasimha Temple, der Panakala Narasimha Temple und der Gandala Narasimha Temple.
- Der neuzeitliche, aber eindrucksvoll ausgestattete Hinkar-Thirtha-Jain-Tempel befindet sich etwa 20 km südwestlich des Stadtzentrums.
- Das Kondapalli Fort befindet sich in den Bergen ca. 28 km nordwestlich.

## Persönlichkeiten
- Padmasree Warrior (* 1956 oder 1957), indisch-amerikanische Ingenieurin und Unternehmerin
- Chetan Anand Buradagunta (* 1980), Badmintonspieler
- Teja Nidamanuru (* 1994), niederländischer Cricketspieler
- J. Meghana (* 1995), Badmintonspielerin
- Dimple Hayathi (* 1998), Schauspielerin